# Poroče
Poroče (cyr. Пороче) – wieś w Czarnogórze, w gminie Petnjica. W 2011 roku liczyła 27 mieszkańców.